# Hydraena nike
Hydraena nike är en skalbaggsart som beskrevs av Manfred A. Jäch 1995. Hydraena nike ingår i släktet Hydraena och familjen vattenbrynsbaggar. Inga underarter finns listade i Catalogue of Life.